# دمل
دُمَل یا آبسه (به انگلیسی: Abscess) به جمع شدن چرک در جایی از بافت گفته می‌شود. علائم و نشانه‌های دمل شامل مواردی همچون قرمزی، درد، گرمی و ورم می‌شود. این ورم را هرگاه فشار دهیم، به نظر می‌رسد که درون آن از مایعی پر شده‌است. منطقهٔ قرمز شده اغلب فراتر از ورم نیز می‌رود. کفگیرک‌ها یا کورک‌ها انواعی از دمل هستند که اغلب دارای فولیکول مو می‌باشند و این مورد در نوع دمل بزرگ اندازهٔ بزرگ‌تری دارد.
دمل‌ها معمولاً به دلیل عفونت باکتریایی به وجود می‌آیند. اغلب باکتری‌های مختلفی در یک عفونت درگیر هستند. در ایالات متحده و بسیاری از نقاط دنیا، معمول‌ترین باکتری استافیلوکوکوس اورئوس مقاوم به متی‌سیلین است. در مواردی به ندرت پیش می‌آید که انگل نیز باعث دمل می‌شود و این امر بیشتر در کشورهای در حال توسعه معمول است. دمل پوستی معمولاً با شکل ظاهر آن تشخیص داده می‌شود و بعد با برش و بازکردن آن تأیید می‌شود. در مواردی که تشخیص چندان واضح نیست، می‌توان از تصویربرداری فراصوت استفاده کرد. در دمل‌های به وجود آمده اطراف مقعد، لازم است سی‌تی اسکن صورت گیرد تا میزان عمق عفونت شناسایی شود.
درمان استاندارد بسیاری از دمل‌های بافت نرم یا پوستی با برش آن برای بازکردن و خشک شدن انجام می‌شود. استفاده از آنتی‌بیوتیک برای این نوع دمل در افرادی که سالم هستند و به غیر از دمل مشکل دیگری ندارند، به نظر تأثیری ندارد. شواهد اندکی وجود دارد که می‌گویند حفرهٔ ایجاد شده بعد از خشک شدن دمل را نباید با گاز پانسمان بست. درست بعد از خشک شدن دمل، اگر به جای این که آن را باز بگذاریم، آن را ببندیم احتمال بهبودی افزایش می‌یابد، بدون این که خطر بازگشت دمل وجود داشته باشد. اغلب استفاده از سوزن سرنگ برای کشیدن چرک به بیرون کافی نیست.
دمل‌های پوستی مشکلی رایج هستند و در سال‌های اخیر رایج‌تر نیز شده‌اند. عوامل خطر شامل استفاده از تزریق دارو به صورت درون‌وریدی می‌شود که نرخ افراد گزارش شده در این مورد تا ۶۵ درصد بوده‌است. در سال ۲۰۰۵، در ایالات متحده، ۳٫۲ میلیون نفر برای مشکل دمل به بخش اورژانس بیمارستان‌ها مراجعه کردند. در استرالیا حدود ۱۳ هزار نفر به خاطر این بیماری در سال ۲۰۰۸ در بیمارستان بستری شدند.